# 금신전선 상유십이

## 금신전선상유십이今臣戰船尙有十二 장계
1597년(선조30) 이순신이 명량해전을 앞두고 선조임금에게 올린 장계(狀啓)이다. 《난중일기》에는 언급되지 않고, 《이충무공 행록(李忠武公 行錄)》, 《이충무공 행장(李忠武公 行狀)》, 《시장(諡狀)》, 《선묘중흥지(宣廟中興誌)》, 《신도비(神道碑)》 등에 전한다. 기록에 따라 그 내용은 조금씩 다르지만, 신도비(神道碑)를 제외한 나머지 기록에 공통적으로 "금신전선상유십이今臣戰船 尙有十二"란 문구가 언급되어 있기에 일반적으로 "금신전선상유십이 장계"라고 한다.

## 금신전선상유십이今臣戰船尙有十二 장계 기록

### 《이충무공행록李忠武公行錄[깨진 링크(과거 내용 찾기)]》의 기록
8월 29일. 진도의 벽파진으로 나아가 진을 쳤는데, 경상우수사 배설이 군사를 버리고 달아났다.  
9월 7일. ……. 이때 조성에서는 수군이 무척 취약하여 적을 막아내지 못할 것이라고 생각하여 공에게 뭍으로 올라와서 싸우라는 명령을 내렸다. 이에 공은 회답 장계를 올렸다. 저 임진년으로부터 오륙년 동안 적들이 감히 전라도와 충청도로 바로 쳐들어오지 못한 것은 수군이 그 길목을 누르고 있었기 때문입니다.(自壬辰至于五六年間 賊不敢直突於兩湖者 以舟師之拒其路也) 지금 신에게는 아직도 12척의 배가 남아 있습니다.(今臣戰船尙有十二) 죽을힘을 다해 항거해 싸운다면 오히려 해볼만 합니다.(出死力拒戰則猶可爲也) 지금 만일 수군을 전부 없애 버린다면 이는 곳 적들이 크게 다행으로 여기는 것으로 호남을 거쳐 한강까지 곧바로 쳐들어갈 터인데, 신이 걱정하는 바는 바로 이것입니다.(今若全廢舟師 是賊所以爲幸而由 湖右達於漢水 此臣之所恐也) 전선의 수는 비록 적지만 신이 죽지 않는 한, 적은 감히 우리를 업신여기지 못할 것입니다.(戰船雖寡 微臣不死 則不敢侮我矣)

### 《이충무공행장李忠武公行狀》의 기록
공(이순신)이 배설에게 계책을 물으니, 배설은, 배를 버리고 육지로 올라가 육전을 도와서 공을 세우자고 하였다. 또 조정에서도 육전에 병력을 합치라고 명령하였다. 이에 공은 장계를 올려서, “임진년 이후로 적이 감히 남쪽 지방을 겁탈하지 못한 것은 사실은 수군이 적의 세력을 막았기 때문인데, 이제 망일 수군을 없앤다면 적들은 반드시 호남을 거쳐 한강으로 올라갈 것입니다.(壬辰後賊不敢南刦者 實以舟師沮其勢也 今若撤舟師 則賊必由湖達漢) 다만 순풍에 돛 한 번만 달면 될 것이니, 신이 두려워하는 바는 바로 이것입니다.(只憑一颿風 此臣所懼也) 지금 신에게는 아직도 전선이 12척이 남아 있으니, 신이 죽지 않은 한 적도 감히 우리를 업신여기지 못할 것입니다.(今臣戰船 亦有十二 臣若不死 則賊亦不敢侮我矣)”라고 하였다.

### 《선묘중흥지宣廟中興誌》의 기록
그리하여 이순신은 10여 명의 기병을 데리고 진도로 들어가니, 군사와 민중들이 바라보고는 기뻐 날뛰며 “우리 사또께서 오신다.”라고 하면서 모두들 무기를 들고 따라나섰다. 
경상우수사 배설과 전라우수사 김억추가 패잔병을 거느리고 와서 모였는데, 배는 겨우 12척이요, 군량과 무기는 아무것도 없었다. 이순신이 여러 장수들에게 명령하여 매일 군사를 모집하고 전함을 준비하도록 하였다. 
그때 왜적은 이미 호남에 가득 찼는데, 이순신이 홀로 패잔병들을 데리고 의지할 곳조차 없어서 해상으로 떠돌기 때문에 보는 이들이 모두 위태롭게 여기었다. 
배설이 말하기를, “사태가 급합니다. 배를 버리고 육지로 올라가서 육군과 합하여 싸우는 것만 못합니다.” 라고 건의했으나, 이순신은 듣지 않았다. 
조정에서도 전함이 적고 군사가 약한 것을 걱정하여 군사를 옮겨 육지에서 싸우라고 명령하자, 순신은 장계를 올려, “적이 감히 곧장 돌진하지 못했던 것은 사실 수군이 길을 막았기 때문입니다.(賊不敢直突者 實以舟師扼之也) 신이 일단 육지로 올라가기만 하면 적은 반드시 서해를 거쳐 한강에까지 이를 것입니다.(臣一登陸 則賊必由西海達漢水) 돛대에 바람 한번 태우면 될 수 있는 일이니, 신이 염려하는 바는 바로 이것입니다.(只憑一帆風 此臣所懼也) 지금 신에게는 전선이 아직도 12척이나 남아 있습니다.(今臣戰船尙有十二) 신이 죽지 않는 한, 적은 감히 우리를 업신여기지 못할 것입니다.(臣若不死 則賊不敢侮我矣)”라고 하고는 마침내 여러 장수들과 맹세하며 결사의 뜻을 보이니, 군사들도 모두 감격하고 두려워하였다.

### 《시장謚狀》의 기록
공은 10여 명의 부하들과 함께 말을 달려 순천부 경내로 들어가 병선 10여 척을 얻고, 또 도망병 수백 명을 겨우 거두어 어란도에서 적병을 물리쳤는데, 조정에서는 공의 군사가 약하다고 생각하여 육지로 올라와서 육군과 합세하여 싸우도록 하라고 지시했으나, 공은 “신이 만일 육지로 올라가면 적선이 서해로 바로 올라가 서울이 곧 위태해질 것입니다.(臣一登陸 則賊船由西海直上 京師危矣)”하고 장계하니, 위에서도 그대로 좇았다.

### 《신도비神道碑》의 기록
공은 10여 명의 부하들과 함께 말을 달려 순천으로 가서 남은 배 10여척을 얻고 흩어진 군사 수백 명을 모아 어란도에서 적을 깨트렸다. 이때 조정에서는 수군이 약하다고 하여 공에게 육지로 올라와서 싸우도록 하라고 명령하자, 공은 “적이 곧바로 전라도, 충청도로 쳐들어오지 못하는 것은 수군이 그 길목을 가로막고 있기 때문입니다.(賊不敢直突兩湖者 以舟師之扼其路也) 전선이 비록 적다고 할지라도 신이 죽지 않은 이상 적이 우리를 업신여기지 못할 것입니다.(戰船雖寡 微臣不死 則賊必不敢侮我矣)"하고 아뢰였다.
'명량'의 프리퀄 다큐멘터리 <명량 : 회오리 바다를 향하여>' 은 위 장계를 1597년 음력 8월 15일 보성 열선루에서 올렸다고 했으나 이는 위의 역사적 기록과 배치된다. 
- 첫째, 난중일기에 이순신이 배설의 배를 인수한 것은 음력 8월 19일로 기록되어 있다. 따라서 배를 인수하기 전에 자신에게 열두척의 배가 있다고 장계를 올린 것은 이치에 맞지 않다.
- 둘째, 앞의 기록 《이충무공 행록(李忠武公 行錄)》, 《이충무공 행장(李忠武公 行狀)》, 《선묘중흥지(宣廟中興誌)》에서는 위 장계를 배설을 만난 다음에 올린 것으로 기록하고 있다.
- 셋째, 앞의 기록 《시장》과 《신도비》에는 장계를 올린 시기를 어란도 해전 이후로 기록하고 있다. 어란도 해전은 《난중일기》에 음력 9월 7일로 기록되어 있다.

결론적으로 음력 9월 7일에 이순신은 진도 벽파진에 머물고 있었으며, 이곳에서 위 장계를 올렸다고 하는 것이 타당하다.